# Salomona laevifrons
Salomona laevifrons är en insektsart som beskrevs av Ludwig Redtenbacher 1891. Salomona laevifrons ingår i släktet Salomona och familjen vårtbitare. Inga underarter finns listade i Catalogue of Life.